# سون دکاستکر

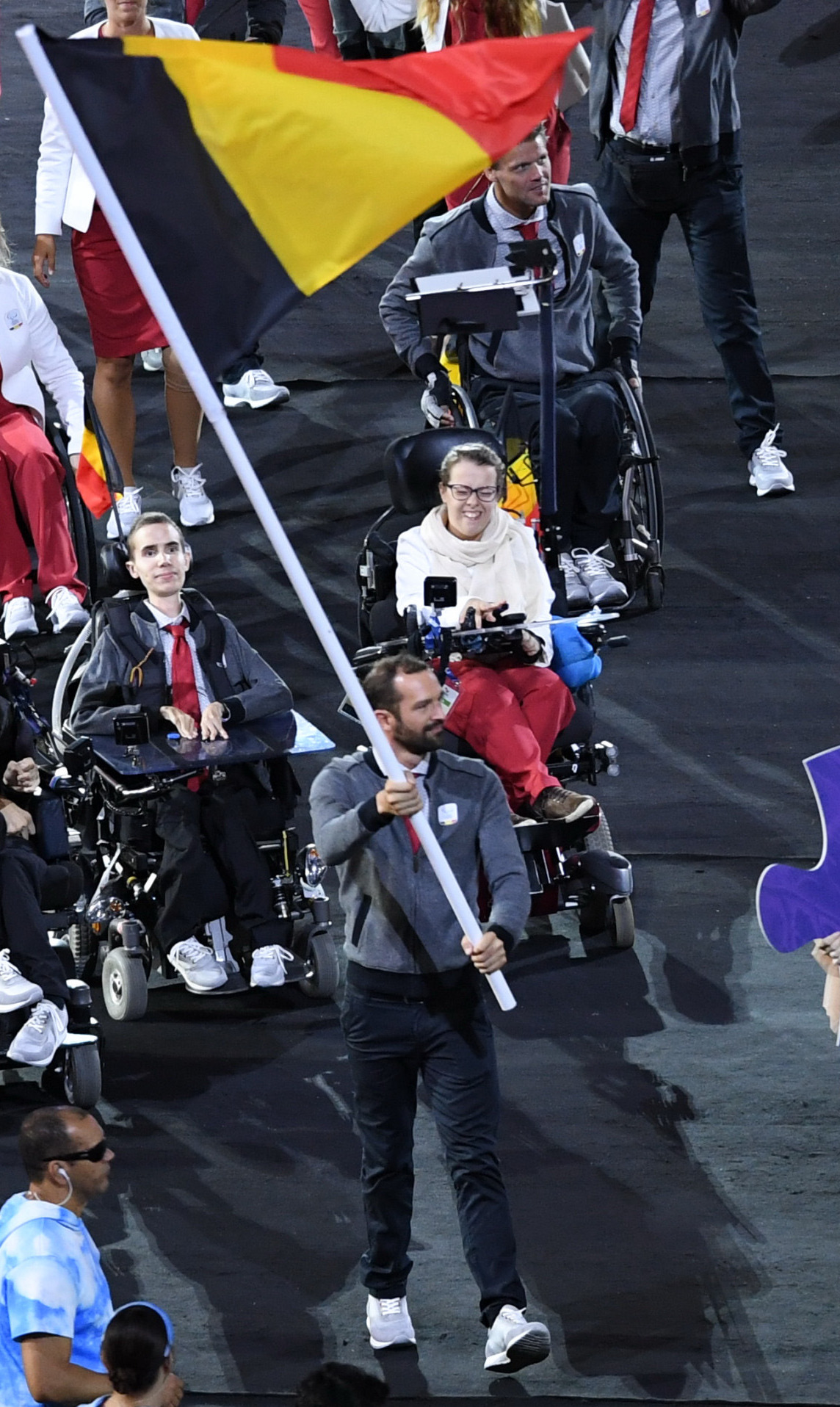
تصویری سون دکاستکر با پرچم بلژیک

سون دکاستکر (به انگلیسی: Sven Decaesstecker) (زادهٔ ۳۱ مهٔ ۱۹۸۵) شناگر اهل بلژیک است.